# 陌路狂殺
《陌路狂殺》（英語：The Strangers）是一部2008年美國心理恐怖電影，由布萊恩·貝蒂諾編劇並執導，是他的導演處女作，也是《陌路狂殺》電影系列的第一部。劇情講述克丽丝滕（莉芙·泰萊飾）和詹姆斯（斯科特·斯比德曼飾）在度假屋逗留期间遭遇三名蒙面罪犯潛入家中的故事。劇本的靈感來自於兩個現實生活的事件：文遜家族泰特謀殺案和貝蒂諾小時候所在社区發生的一系列入室盜竊案。一些记者注意到这部电影与1981年发生在加利福尼亚州凯迪的凱迪小屋謀殺案有相似之处，不过貝蒂諾沒有引用此事作為參考。
這部電影的預算為900萬美元，於2006年秋季在南卡罗来纳州鄉村拍攝。原定於2007年11月在影院上映，但被推遲至2008年5月30日。票房大賣，全球票房收入8200萬美元。評論家對本片的評價褒貶不一，一些人稱讚其氣氛和緊張感，另一些人則批評其劇本和角色。
自上映以來，本片已經成為一部邪典電影，成功推出了一系列電影，包括於2018年3月9日上映的续集《只殺陌生人》。全新構思的《嗜殺路人甲》於2024年推出，隨後還推出另外兩部電影，組成三部曲。

## 剧情
詹姆斯·霍伊特和克丽丝滕·麥凱參加完朋友的婚禮後，於晚上抵達詹姆斯偏僻的童年避暑別墅。由於克丽丝滕在宴会後拒絕了詹姆斯向她的求婚，两人之間的關係十分緊張。詹姆斯打電話給朋友迈克，請他早上來接他。凌晨4:00剛過，門外就響起了一陣劇烈的敲門聲。一位年輕的金发女人，臉被昏暗的燈光擋住了，她問两人“塔瑪拉在嗎？” 詹姆斯告訴她她走錯了房子，然後那個女人就離開了。詹姆斯開車去給克丽丝滕買香煙，離開之前，他给壁爐生了火。在等他回來時，克丽丝滕又聽到敲門聲，但沒有開門。她詢問是誰，得知就是之前的那個女人，还在找塔瑪拉。克丽丝滕提醒她她已經來这儿找過了，在她走開時鎖上了門。克丽丝滕意識到煙道關閉了，想要打開，但火災產生的煙霧已经觸發了煙霧警報器。克丽丝滕想要解除警報，但被又一次敲門聲嚇了一跳，惊慌失措地把警报器丢在了地上。她用固定電話撥打詹姆斯的手機，但電話被掛斷。克丽丝滕回到廚房，她不知道的是，一名蒙面男子在旁边的走廊裡看著她。
克丽丝滕注意到她掉在地板上的煙霧報警器現在放在椅子上，意識到有人在房子裡，她準備从充电器上取回手机，但發現手機不見了。她开始惊慌失措，聽到後院有聲音，便用刀武裝自己，打開窗簾，發現蒙面男子正在盯著她看。她嚇壞了，跌跌撞撞走進走廊，看着前门被强行撬开。当她试图把门关上时，那个金发女人，现在戴着洋娃娃般的面具，向裡面張望。鎖上門後，克丽丝滕退回臥室，听到了一声巨响，然后詹姆斯回来了。在她解釋了發生的事情后，詹姆斯走到車外取手機，發現汽車已被洗劫一空，並看到那個戴著面具的金发女人遠遠地看著他。
克丽丝滕和詹姆斯找到一把獵槍，在臥室裡等待入侵者。这时邁克赶来，看到詹姆斯被破壞的汽車後意識到出了問題。他進入房子，詹姆斯誤認為他是入侵者之一，開槍射殺了他。詹姆斯悲痛欲絕，想起了莊園穀倉裡有一個舊無線電發射機。他離開後遇到一黑髮女人，正用手电筒搜索后院。當詹姆斯試圖向她開槍時，蒙面男子伏擊了他，將他打昏，無意中开了一枪。克丽丝滕聽到槍聲，跑向穀倉。她找到了收音機，但黑髮女人用斧頭把它砸烂了。克丽丝滕衝回屋子，遇到了金发女人，拿着刀嘲笑她。她想要逃跑，但被蒙面男子打昏。黎明時分，两人醒來後發現自己被綁在客廳的椅子上，入侵者就站在他們面前。克丽丝滕向他们求情，要求他们解釋这么做的原因，金发女人回答說：“因為你们在家。”
入侵者向克丽丝滕和詹姆斯揭開了自己的面具，然後輪流刺傷他們的胸部和腹部。隨後，他們開著卡車離開，遇到了兩個騎著自行車散发宗教傳單的小男孩。金发女人從卡車上走下來，問能不能拿一張他們的傳單。一個男孩問她：“你是罪人嗎？”她回答說：“有時候是。”男孩給了她一张，入侵者開車離開，黑髮女人說：“下次會更容易。”兩男孩來到房子裡，發現了克丽丝滕、詹姆斯和邁克血跡斑斑的屍體。一個男孩走近克丽丝滕，伸出手打算触摸時，還活著的克丽丝滕抓住他的手尖叫起來，把他嚇了一跳。

## 演员
- 莉芙·泰萊 饰 克丽丝滕·麦凯
- 斯科特·斯比德曼 饰 詹姆斯·霍伊特
- 吉瑪·沃德 饰 金发女
- 基普·威克斯 饰 蒙面男
- 蘿拉·瑪哥里斯（英语：Laura Margolis） 饰 黑发女
- 格倫·哈沃頓（英语：Glenn Howerton） 饰 迈克
- 艾力克斯·費雪 饰 摩門教男孩甲
- 彼得·克萊頓-盧斯 饰 摩門教男孩乙